# USS Alabama (BB-60)
La USS Alabama (hull classification symbol BB-60) fu una nave da battaglia della United States Navy, varata nel febbraio 1941 come ultima unità della Classe South Dakota.
Nel corso della seconda guerra mondiale operò brevemente in Oceano Atlantico come scorta ai convogli artici diretti in Unione Sovietica, per poi partecipare alle battaglie nel Pacifico contro le forze dell'Impero giapponese prendendo parte alla campagna delle isole Gilbert e Marshall, alla campagna delle isole Marianne e Palau, alla campagna delle Filippine, alla battaglia di Okinawa e ai bombardamenti navali del Giappone.
Radiata dal servizio nel 1962, l'unità è stata preservata come nave museo, ancorata in modo permanente nel Battleship Memorial Park di Mobile in Alabama.